# Grand Prix de Patinação Artística no Gelo de 2007–08
O Grand Prix de Patinação Artística no Gelo de 2007–08 foi a décima terceira temporada do Grand Prix ISU, uma série de competições de patinação artística no gelo disputada na temporada 2007–08. São distribuídas medalhas em quatro disciplinas, individual masculino e individual feminino, duplas e dança no gelo. Os patinadores ganham pontos com base na sua posição em cada evento e os seis primeiros de cada disciplina são qualificados para competir na final do Grand Prix, realizada em Turim, Itália.
A competição foi organizada pela União Internacional de Patinação (em inglês:  International Skating Union), a série Grand Prix começou em 26 de outubro e continuaram até 16 dezembro de 2007.

## Calendário
| #     | Evento                             | Localização                 | Data                         |
| ----- | ---------------------------------- | --------------------------- | ---------------------------- |
| 1     | Skate America de 2007              | Reading, PA, Estados Unidos | 26–28 de outubro             |
| 2     | Skate Canada International de 2007 | Quebec City, QB, Canadá     | 1–4 de novembro              |
| 3     | Cup of China de 2007               | Harbin, China               | 8–11 de novembro             |
| 4     | Trophée Éric Bompard de 2007       | Paris, França               | 15–18 de novembro            |
| 5     | Cup of Russia de 2007              | Moscou, Rússia              | 22–25 de novembro            |
| 6     | NHK Trophy de 2007                 | Sendai, Japão               | 29 de novembro–2 de dezembro |
| Final | Final do Grand Prix de 2007–08     | Turim, Itália               | 13–16 de dezembro            |

## Medalhistas

### Skate America
| Evento                        | Ouro                                             | Prata                                       | Bronze                                    | Ref   |
| Individual masculino detalhes | Daisuke Takahashi · Japão                        | Evan Lysacek · Estados Unidos               | Patrick Chan · Canadá                     | [ 1 ] |
| Individual feminino detalhes  | Kimmie Meissner · Estados Unidos                 | Miki Ando · Japão                           | Caroline Zhang · Estados Unidos           | [ 2 ] |
| Duplas detalhes               | Jessica Dubé · Bryce Davison · Canadá            | Pang Qing · Tong Jian · China               | Vera Bazarova · Yuri Larionov · Rússia    | [ 3 ] |
| Dança no gelo detalhes        | Tanith Belbin · Benjamin Agosto · Estados Unidos | Nathalie Péchalat · Fabian Bourzat · França | Federica Faiella · Massimo Scali · Itália | [ 4 ] |

### Skate Canada International
| Evento                        | Ouro                                         | Prata                                   | Bronze                                      | Ref   |
| Individual masculino detalhes | Brian Joubert · França                       | Kevin van der Perren · Bélgica          | Jeffrey Buttle · Canadá                     | [ 5 ] |
| Individual feminino detalhes  | Mao Asada · Japão                            | Yukari Nakano · Japão                   | Joannie Rochette · Canadá                   | [ 6 ] |
| Duplas detalhes               | Aliona Savchenko · Robin Szolkowy · Alemanha | Jessica Dubé · Bryce Davison · Canadá   | Yuko Kawaguchi · Alexander Smirnov · Rússia | [ 7 ] |
| Dança no gelo detalhes        | Tessa Virtue · Scott Moir · Canadá           | Anna Cappellini · Luca Lanotte · Itália | Pernelle Carron · Mathieu Jost · França     | [ 8 ] |

### Cup of China
| Evento                        | Ouro                                             | Prata                                                | Bronze                                    | Ref    |
| Individual masculino detalhes | Johnny Weir · Estados Unidos                     | Evan Lysacek · Estados Unidos                        | Stéphane Lambiel · Suíça                  | [ 9 ]  |
| Individual feminino detalhes  | Kim Yu-Na · Coreia do Sul                        | Caroline Zhang · Estados Unidos                      | Carolina Kostner · Itália                 | [ 10 ] |
| Duplas detalhes               | Pang Qing · Tong Jian · China                    | Keauna McLaughlin · Rockne Brubaker · Estados Unidos | Jessica Miller · Ian Moram · Canadá       | [ 11 ] |
| Dança no gelo detalhes        | Tanith Belbin · Benjamin Agosto · Estados Unidos | Oksana Domnina · Maxim Shabalin · Rússia             | Federica Faiella · Massimo Scali · Itália | [ 12 ] |

### Trophée Éric Bompard
| Evento                        | Ouro                                             | Prata                                     | Bronze                                       | Ref    |
| Individual masculino detalhes | Patrick Chan · Canadá                            | Sergei Voronov · Rússia                   | Alban Préaubert · França                     | [ 13 ] |
| Individual feminino detalhes  | Mao Asada · Japão                                | Kimmie Meissner · Estados Unidos          | Ashley Wagner · Estados Unidos               | [ 14 ] |
| Duplas detalhes               | Zhang Dan · Zhang Hao · China                    | Pang Qing · Tong Jian · China             | Maria Mukhortova · Maxim Trankov · Rússia    | [ 15 ] |
| Dança no gelo detalhes        | Isabelle Delobel · Olivier Schoenfelder · França | Jana Khokhlova · Sergei Novitski · Rússia | Meryl Davis · Charlie White · Estados Unidos | [ 16 ] |

### Cup of Russia
| Evento                        | Ouro                                     | Prata                                        | Bronze                                        | Ref    |
| Individual masculino detalhes | Johnny Weir · Estados Unidos             | Stéphane Lambiel · Suíça                     | Andrei Griazev · Rússia                       | [ 17 ] |
| Individual feminino detalhes  | Kim Yu-Na · Coreia do Sul                | Yukari Nakano · Japão                        | Joannie Rochette · Canadá                     | [ 18 ] |
| Duplas detalhes               | Zhang Dan · Zhang Hao · China            | Aliona Savchenko · Robin Szolkowy · Alemanha | Yuko Kavaguti · Alexander Smirnov · Rússia    | [ 19 ] |
| Dança no gelo detalhes        | Oksana Domnina · Maxim Shabalin · Rússia | Nathalie Péchalat · Fabian Bourzat · França  | Anna Zadorozhniuk · Sergei Verbillo · Ucrânia | [ 20 ] |

### NHK Trophy
| Evento                        | Ouro                                             | Prata                                                | Bronze                                    | Ref    |
| Individual masculino detalhes | Daisuke Takahashi · Japão                        | Tomáš Verner · República Tcheca                      | Stephen Carriere · França                 | [ 21 ] |
| Individual feminino detalhes  | Carolina Kostner · Itália                        | Sarah Meier · Suíça                                  | Nana Takeda · Japão                       | [ 22 ] |
| Duplas detalhes               | Aliona Savchenko · Robin Szolkowy · Alemanha     | Keauna McLaughlin · Rockne Brubaker · Estados Unidos | Jessica Dubé · Bryce Davison · Canadá     | [ 23 ] |
| Dança no gelo detalhes        | Isabelle Delobel · Olivier Schoenfelder · França | Tessa Virtue · Scott Moir · Canadá                   | Jana Khokhlova · Sergei Novitski · Rússia | [ 24 ] |

### Final do Grand Prix
| Evento                        | Ouro                                         | Prata                                            | Bronze                                           | Ref    |
| Individual masculino detalhes | Stéphane Lambiel · Suíça                     | Daisuke Takahashi · Japão                        | Evan Lysacek · Estados Unidos                    | [ 25 ] |
| Individual feminino detalhes  | Kim Yu-Na · Coreia do Sul                    | Mao Asada · Japão                                | Carolina Kostner · Itália                        | [ 26 ] |
| Duplas detalhes               | Aliona Savchenko · Robin Szolkowy · Alemanha | Zhang Dan · Zhang Hao · China                    | Pang Qing · Tong Jian · China                    | [ 27 ] |
| Dança no gelo detalhes        | Oksana Domnina · Maxim Shabalin · Rússia     | Tanith Belbin · Benjamin Agosto · Estados Unidos | Isabelle Delobel · Olivier Schoenfelder · França | [ 28 ] |

## Qualificação
|  | Patinadores qualificados para a Final do Grand Prix |
|  | Substitutos                                         |

### Individual masculino
| Classificação | Classificação        | Classificação    | Classificação | Classificação | Classificação | Classificação | Classificação | Classificação | Classificação |
| Pos.          | Nome                 | Nacionalidade    | USA           | CAN           | CHN           | FRA           | RUS           | JPN           | Total         |
| ------------- | -------------------- | ---------------- | ------------- | ------------- | ------------- | ------------- | ------------- | ------------- | ------------- |
| 1             | Daisuke Takahashi    | Japão            | 15            | –             | –             | –             | –             | 15            | 30            |
| 2             | Johnny Weir          | Estados Unidos   | –             | –             | 15            | –             | 15            | –             | 30            |
| 3             | Patrick Chan         | Canadá           | 11            | –             | –             | 15            | –             | –             | 26            |
| 4             | Evan Lysacek         | Estados Unidos   | 13            | –             | 13            | –             | –             | –             | 26            |
| 5             | Stéphane Lambiel     | Suíça            | –             | –             | 11            | –             | 13            | –             | 24            |
| 6             | Kevin van der Perren | Bélgica          | –             | 13            | –             | 9             | –             | –             | 22            |
| 7             | Stephen Carriere     | Estados Unidos   | 9             | –             | –             | –             | –             | 11            | 20            |
| 8             | Jeffrey Buttle       | Canadá           | –             | 11            | –             | –             | 9             | –             | 20            |
| 9             | Tomáš Verner         | República Tcheca | –             | –             | –             | 5             | –             | 13            | 18            |
| 10            | Alban Préaubert      | França           | 7             | –             | –             | 11            | –             | –             | 18            |
| 11            | Brian Joubert        | França           | –             | 15            | –             | –             | –             | –             | 15            |
| 12            | Andrei Griazev       | Rússia           | –             | –             | –             | –             | 11            | 4             | 15            |
| 13            | Sergei Davydov       | Bielorrússia     | –             | –             | 9             | –             | –             | 5             | 14            |
| 14            | Sergei Voronov       | Rússia           | –             | –             | –             | 13            | –             | –             | 13            |
| 15            | Christopher Mabee    | Canadá           | –             | 9             | –             | 3             | –             | –             | 12            |
| 16            | Jeremy Abbott        | Estados Unidos   | –             | 3             | –             | –             | –             | 9             | 12            |
| 17            | Ryan Bradley         | Estados Unidos   | 5             | –             | –             | 7             | –             | –             | 12            |
| 18            | Alexander Uspenski   | Rússia           | –             | –             | 7             | –             | 4             | –             | 11            |
| 19            | Takahiko Kozuka      | Japão            | 3             | –             | –             | –             | 7             | –             | 10            |
| 20            | Yannick Ponsero      | França           | –             | 5             | –             | –             | 5             | –             | 10            |
| 21            | Vaughn Chipeur       | Canadá           | –             | 7             | –             | –             | –             | 0             | 7             |
| 22            | Sergei Dobrin        | Rússia           | –             | –             | –             | –             | –             | 7             | 7             |
| 23            | Kensuke Nakaniwa     | Japão            | –             | –             | –             | 4             | –             | 3             | 7             |
| 24            | Karel Zelenka        | Itália           | 0             | –             | 5             | –             | –             | –             | 5             |
| 25            | Andrei Lutai         | Rússia           | 4             | –             | –             | –             | 0             | –             | 4             |
| 26            | Shawn Sawyer         | República Tcheca | –             | –             | 4             | –             | –             | 0             | 4             |
| 27            | Pavel Kaška          | Canadá           | –             | 4             | –             | –             | –             | –             | 4             |
| 28            | Kevin Reynolds       | Canadá           | 0             | –             | –             | –             | 3             | –             | 3             |
| 29            | Jamal Othman         | Suíça            | –             | 0             | 3             | –             | –             | –             | 3             |
| 30            | Wu Jialiang          | China            | –             | 0             | 0             | –             | –             | –             | 0             |
| 31            | Scott Smith          | Estados Unidos   | –             | 0             | –             | 0             | –             | –             | 0             |
| 32            | Kristoffer Berntsson | Suécia           | 0             | –             | –             | –             | 0             | –             | 0             |
| 33            | Yasuharu Nanri       | Japão            | 0             | –             | –             | –             | –             | 0             | 0             |
| 34            | Xu Ming              | China            | –             | –             | 0             | –             | 0             | –             | 0             |
| 35            | Jeremie Colot        | França           | –             | –             | –             | 0             | –             | –             | 0             |
| 36            | Li Chengjiang        | China            | –             | –             | 0             | –             | –             | 0             | 0             |
| 37            | Gao Song             | China            | –             | –             | –             | 0             | –             | –             | 0             |
| 38            | Gregor Urbas         | Eslovênia        | –             | –             | –             | –             | 0             | –             | 0             |
| 39            | Geoffry Varner       | Estados Unidos   | –             | 0             | –             | –             | –             | –             | 0             |
| 40            | Ryo Shibata          | Japão            | –             | –             | 0             | –             | –             | –             | 0             |

### Individual feminino
| Classificação | Classificação           | Classificação  | Classificação | Classificação | Classificação | Classificação | Classificação | Classificação | Classificação |
| Pos.          | Nome                    | Nacionalidade  | USA           | CAN           | CHN           | FRA           | RUS           | JPN           | Total         |
| ------------- | ----------------------- | -------------- | ------------- | ------------- | ------------- | ------------- | ------------- | ------------- | ------------- |
| 1             | Kim Yuna                | Coreia do Sul  | –             | –             | 15            | –             | 15            | –             | 30            |
| 2             | Mao Asada               | Japão          | –             | 15            | –             | 15            | –             | –             | 30            |
| 3             | Kimmie Meissner         | Estados Unidos | 15            | –             | –             | 13            | –             | –             | 28            |
| 4             | Carolina Kostner        | Itália         | –             | –             | 11            | –             | –             | 15            | 26            |
| 5             | Yukari Nakano           | Japão          | –             | 13            | –             | –             | 13            | –             | 26            |
| 6             | Caroline Zhang          | Estados Unidos | 11            | –             | 13            | –             | –             | –             | 24            |
| 7             | Sarah Meier             | Suíça          | –             | –             | –             | 9             | –             | 13            | 22            |
| 8             | Miki Ando               | Japão          | 13            | –             | –             | –             | –             | 9             | 22            |
| 9             | Joannie Rochette        | Canadá         | –             | 11            | –             | –             | 11            | –             | 22            |
| 10            | Ashley Wagner           | Estados Unidos | –             | 7             | –             | 11            | –             | –             | 18            |
| 11            | Emily Hughes            | Estados Unidos | 9             | 9             | –             | –             | –             | –             | 18            |
| 12            | Nana Takeda             | Japão          | –             | 5             | –             | –             | –             | 11            | 16            |
| 13            | Fumie Suguri            | Japão          | –             | –             | 9             | –             | 7             | –             | 16            |
| 14            | Mira Leung              | Canadá         | 7             | –             | –             | 7             | –             | –             | 14            |
| 15            | Laura Lepistö           | Finlândia      | –             | 4             | –             | –             | –             | 7             | 11            |
| 16            | Júlia Sebestyén         | Hungria        | –             | –             | 7             | –             | 4             | –             | 11            |
| 17            | Kiira Korpi             | Finlândia      | –             | –             | –             | –             | 9             | –             | 9             |
| 18            | Jelena Glebova          | Estônia        | –             | 3             | –             | 5             | –             | –             | 8             |
| 19            | Elene Gedevanishvili    | Geórgia        | 5             | –             | –             | –             | –             | 3             | 8             |
| 20            | Beatrisa Liang          | Estados Unidos | –             | –             | 5             | –             | 3             | –             | 8             |
| 21            | Alissa Czisny           | Estados Unidos | –             | –             | 0             | –             | –             | 5             | 5             |
| 22            | Nina Petushkova         | Rússia         | –             | –             | –             | –             | 5             | –             | 5             |
| 23            | Lesley Hawker           | Canadá         | –             | 0             | –             | –             | –             | 4             | 4             |
| 24            | Fang Dan                | China          | –             | –             | 4             | 0             | –             | –             | 4             |
| 25            | Viktória Pavuk          | Hungria        | –             | –             | –             | 4             | –             | –             | 4             |
| 26            | Alexandra Ievleva       | Rússia         | 4             | –             | –             | –             | –             | –             | 4             |
| 27            | Susanna Pöykiö          | Finlândia      | –             | –             | 3             | –             | –             | –             | 3             |
| 28            | Mai Asada               | Japão          | 3             | –             | –             | –             | –             | 0             | 3             |
| 29            | Gwendoline Didier       | França         | –             | –             | –             | 3             | –             | –             | 3             |
| 30            | Liu Yan                 | China          | –             | –             | –             | –             | 0             | 0             | 0             |
| 31            | Valentina Marchei       | Itália         | 0             | –             | –             | 0             | –             | –             | 0             |
| 32            | Kim Chae-Hwa            | Coreia do Sul  | –             | –             | –             | –             | –             | 0             | 0             |
| 33            | Tugba Karademir         | Turquia        | 0             | –             | –             | –             | –             | –             | 0             |
| 34            | Xu Binshu               | China          | 0             | –             | 0             | –             | –             | –             | 0             |
| 35            | Cynthia Phaneuf         | Canadá         | –             | 0             | –             | –             | –             | –             | 0             |
| 36            | Katarina Gerboldt       | Rússia         | –             | –             | –             | –             | 0             | –             | 0             |
| 37            | Arina Martinova         | Rússia         | –             | –             | 0             | –             | 0             | –             | 0             |
| 38            | Alisa Drei              | Finlândia      | –             | 0             | –             | –             | –             | –             | 0             |
| 39            | Kristin Wieczorek       | Alemanha       | –             | –             | –             | –             | 0             | –             | 0             |
| 40            | Aki Sawada              | Japão          | –             | –             | –             | 0             | –             | –             | 0             |
| 41            | Idora Hegel             | Croácia        | –             | 0             | –             | –             | –             | –             | 0             |
| 42            | Wang Yueren             | China          | –             | –             | 0             | –             | –             | –             | 0             |
| 43            | Anastasia Gimazetdinova | Uzbequistão    | –             | –             | –             | 0             | –             | –             | 0             |

### Duplas
| Classificação | Classificação                                 | Classificação  | Classificação | Classificação | Classificação | Classificação | Classificação | Classificação | Classificação |
| Pos.          | Nome                                          | Nacionalidade  | USA           | CAN           | CHN           | FRA           | RUS           | JPN           | Total         |
| ------------- | --------------------------------------------- | -------------- | ------------- | ------------- | ------------- | ------------- | ------------- | ------------- | ------------- |
| 1             | Zhang Dan / Zhang Hao                         | China          | –             | –             | –             | 15            | 15            | –             | 30            |
| 2             | Aliona Savchenko / Robin Szolkowy             | Alemanha       | –             | 15            | –             | –             | 13            | a             | 28            |
| 3             | Jessica Dubé / Bryce Davison                  | Canadá         | 15            | 13            | –             | –             | –             | a             | 28            |
| 4             | Pang Qing / Tong Jian                         | China          | 13            | –             | 15            | a             | –             | –             | 28            |
| 5             | Keauna McLaughlin / Rockne Brubaker           | Estados Unidos | –             | –             | 13            | –             | –             | 13            | 26            |
| 6             | Yuko Kawaguchi / Alexander Smirnov            | Rússia         | –             | 11            | –             | –             | 11            | –             | 22            |
| 7             | Maria Mukhortova / Maxim Trankov              | Rússia         | –             | –             | –             | 11            | 9             | –             | 20            |
| 8             | Jessica Miller / Ian Moram                    | Canadá         | –             | –             | 11            | 5             | –             | –             | 16            |
| 9             | Tiffany Vise / Derek Trent                    | Estados Unidos | –             | 7             | –             | 9             | –             | –             | 16            |
| 10            | Tatiana Volosozhar / Stanislav Morozov        | Ucrânia        | –             | –             | –             | 7             | –             | 9             | 16            |
| 11            | Anabelle Langlois / Cody Hay                  | Canadá         | –             | 9             | –             | –             | –             | 7             | 16            |
| 12            | Li Jiaqi / Xu Jiankun                         | China          | –             | –             | 7             | –             | –             | 5             | 12            |
| 13            | Vera Bazarova / Yuri Larionov                 | Rússia         | 11            | –             | –             | –             | –             | –             | 11            |
| 14            | Amanda Evora / Mark Ladwig                    | Estados Unidos | 9             | –             | –             | –             | –             | –             | 9             |
| 15            | Zhang Yue / Wang Lei                          | China          | –             | –             | 9             | –             | –             | –             | 9             |
| 16            | Ksenia Krasilnikova / Konstantin Bezmaternikh | Rússia         | –             | –             | –             | –             | 7             | –             | 7             |
| 17            | Meeran Trombley / Laureano Ibarra             | Estados Unidos | 7             | –             | –             | –             | –             | –             | 7             |
| 18            | Adeline Canac / Maximin Coia                  | França         | –             | –             | –             | 0             | 5             | –             | 5             |
| 19            | Maria Sergejeva / Ilja Glebov                 | Estônia        | –             | –             | 5             | –             | 0             | –             | 5             |
| 20            | Laura Magitteri / Ondřej Hotárek              | Itália         | 5             | –             | –             | –             | 0             | –             | 5             |
| 21            | Meagan Duhamel / Craig Buntin                 | Canadá         | –             | 5             | –             | –             | –             | –             | 5             |
| 22            | Stacey Kemp / David King                      | Reino Unido    | 0             | –             | –             | 0             | –             | –             | 0             |
| 23            | Dominika Piatkowska / Dmitri Khromin          | Polônia        | –             | –             | 0             | –             | –             | 0             | 0             |
| 24            | Mari Vartmann / Florian Just                  | Alemanha       | –             | –             | 0             | –             | –             | –             | 0             |

### Dança no gelo
| Classificação | Classificação                                | Classificação    | Classificação | Classificação | Classificação | Classificação | Classificação | Classificação | Classificação |
| Pos.          | Nome                                         | Nacionalidade    | USA           | CAN           | CHN           | FRA           | RUS           | JPN           | Total         |
| ------------- | -------------------------------------------- | ---------------- | ------------- | ------------- | ------------- | ------------- | ------------- | ------------- | ------------- |
| 1             | Isabelle Delobel / Olivier Schoenfelder      | França           | –             | –             | –             | 15            | –             | 15            | 30            |
| 2             | Tanith Belbin / Benjamin Agosto              | Estados Unidos   | 15            | –             | 15            | –             | –             | –             | 30            |
| 3             | Tessa Virtue / Scott Moir                    | Canadá           | –             | 15            | –             | –             | –             | 13            | 28            |
| 4             | Oksana Domnina / Maxim Shabalin              | Rússia           | –             | –             | 13            | –             | 15            | –             | 28            |
| 5             | Nathalie Péchalat / Fabian Bourzat           | França           | 13            | –             | –             | –             | 13            | –             | 26            |
| 6             | Jana Khokhlova / Sergei Novitski             | Rússia           | –             | –             | –             | 13            | –             | 11            | 24            |
| 7             | Anna Cappellini / Luca Lanotte               | Itália           | –             | 13            | –             | 9             | –             | –             | 22            |
| 8             | Federica Faiella / Massimo Scali             | Itália           | 11            | –             | 11            | –             | –             | –             | 22            |
| 9             | Meryl Davis / Charlie White                  | Estados Unidos   | 9             | –             | –             | 11            | –             | –             | 20            |
| 10            | Pernelle Carron / Mathieu Jost               | França           | –             | 11            | –             | 7             | –             | –             | 18            |
| 11            | Anna Zadorozhniuk / Sergei Verbillo          | Ucrânia          | –             | –             | 5             | –             | 11            | –             | 16            |
| 12            | Sinead Kerr / John Kerr                      | Reino Unido      | –             | –             | 7             | –             | –             | 9             | 16            |
| 13            | Ekaterina Bobrova / Dmitri Soloviev          | Rússia           | –             | 7             | –             | –             | 9             | –             | 16            |
| 14            | Kristin Fraser / Igor Lukanin                | Azerbaijão       | 7             | –             | –             | –             | –             | 7             | 14            |
| 15            | Alexandra Zaretski / Roman Zaretski          | Israel           | 4             | –             | 9             | –             | –             | –             | 13            |
| 16            | Anastasia Grebenkina / Vazgen Azrojan        | Armênia          | –             | –             | –             | 5             | 5             | –             | 10            |
| 17            | Kimberly Navarro / Brent Bommentre           | Estados Unidos   | 5             | –             | –             | –             | –             | 5             | 10            |
| 18            | Allie Hann-McCurdy / Michael Coreno          | Canadá           | –             | 9             | –             | –             | –             | –             | 9             |
| 19            | Kaitlyn Weaver / Andrew Poje                 | Canadá           | –             | 5             | –             | 4             | –             | –             | 9             |
| 20            | Katherine Copely / Deividas Stagniūnas       | Lituânia         | –             | –             | –             | –             | 7             | –             | 7             |
| 21            | Ekaterina Rubleva / Ivan Shefer              | Rússia           | 3             | –             | –             | –             | 4             | –             | 7             |
| 22            | Nelli Zhiganshina / Alexander Gazsi          | Alemanha         | –             | 4             | –             | –             | 3             | –             | 7             |
| 23            | Huang Xintong / Zheng Xun                    | China            | –             | –             | 4             | –             | –             | 0             | 4             |
| 24            | Julia Zlobina / Alexei Sitnikov              | Rússia           | –             | 0             | –             | –             | –             | 4             | 4             |
| 25            | Chris Reed / Cathy Reed                      | Japão            | 0             | –             | –             | –             | –             | 3             | 3             |
| 26            | Zoé Blanc / Pierre-Loup Bouquet              | França           | –             | –             | 3             | 0             | –             | –             | 3             |
| 27            | Barbora Silná / Dmitri Matsjuk               | Áustria          | –             | –             | –             | 3             | –             | –             | 3             |
| 28            | Carolina Hermann / Daniel Hermann            | Alemanha         | –             | 3             | –             | –             | –             | –             | 3             |
| 29            | Yu Xiaoyang / Wang Chen                      | China            | 0             | –             | –             | 0             | –             | –             | 0             |
| 30            | Alla Beknazarova / Vladimir Zuev             | Ucrânia          | –             | –             | –             | –             | –             | 0             | 0             |
| 31            | Kamila Hajkova / David Vincour               | República Tcheca | –             | –             | –             | –             | 0             | –             | 0             |
| 32            | Guo Jiameimei / Meng Fei                     | China            | –             | –             | 0             | –             | –             | –             | 0             |
| 33            | Lynn Kriengkrairut / Logan Giulietti-Schmitt | Estados Unidos   | –             | –             | –             | –             | 0             | –             | 0             |
| 34            | Liu Lu / Suo Bin                             | China            | –             | –             | 0             | –             | –             | –             | 0             |
| 35            | Melissa Gregory / Denis Petukhov             | Estados Unidos   | –             | 0             | –             | –             | –             | –             | 0             |